# انجمن قحطانی
انجمن قحطانی (به عربی: الجمعية القحطانيّة) اولین انجمن سیاسی انقلابی عربی مخفی با اهداف مشخص در دوران مدرن بوده است که در سال ۱۹۰۹ در استانبول تأسیس شد. این انجمن به گسترش افکار ملی‌گرایانۀ عربی در میان دانشجویان و افسران عرب پیش از جنگ جهانی اول می‌پرداخت. برای تبدیل شدن سلطهٔ عثمانی که در کنترل تورانیان و ترک‌گرایان بود، به حکومتی مشارکتی ترکی-عربی با الگوبرداری از امپراتوری اتریش-مجارستان تلاش می‌کرد که دارای قانون اساسی، پارلمان و دولت باشد و زبان رسمی آن عربی. به دلیل مواضع و سختگیریِ گروهِ ترک‌گرای حاکم اتحاد و ترقی، فعالیت‌های انجمن قحطانی به شدت مخفیانه بود. با این حال، به پنج پایتخت عربی گسترش یافت. از بنیانگذاران آن می‌توان به سلیم الجزایری، عزیز علی المصری، جرج آنتونیوس و برخی از افسران عرب در ارتش عثمانی اشاره کرد. رهبران انجمن پس از کشف وجود یک خائن در بین اعضای وابسته به آن، تصمیم به انحلال آن گرفتند. سپس به جای آن انجمن العهد را تشکیل دادند. تشکل‌های افسری تأثیر برجسته‌ای در تشویق شورش عرب‌ها در سال ۱۹۱۶ داشتند و شمار بسیاری از سربازان و افسران عرب در ارتش عثمانی به صفوف ارتش عربی هاشمی پیوستند که به آزادی مشرق عربی در کنار ارتش متفقین کمک کردند.

## تاریخ
انجمن قحطانی در اواخر سال ۱۹۰۹ در استانبول تأسیس شد و اولین انجمن مخفی عرب محسوب می‌شود. از نام آن، «قحطانی» (به عربی: القحطانية) چنین برمی‌آید که به سوی ملی‌گرایی عربی و بازگرداندن تاریخ عرب به پیش از اسلام، دورهٔ قحطانی، گرایش داشتند. در مورد مؤسس آن اختلاف نظر وجود دارد، برخی معتقدند که او افسر عزیز المصری است، در حالی که مجلهٔ «جنگ بزرگ» ذکر کرده است که مؤسس آن یکی از این چهار نفر است: عبدالکریم الخلیل، خلیل حماده، عبدالحمید الزهراوی و سلیم الجزائری.
شکل‌گیری آن در چارچوب واکنش عرب‌ها به سیاست انجمن اتحاد و ترقی و تبدیل رفتار اعضا و هواداران آن به موضعی ناسازگار در برخورد با عرب‌ها صورت گرفت. اهمیت آن از این جهت برجسته است که این انجمن، اولین تلاش گسترده برای جذب سربازان عرب در ارتش عثمانی و استخدام آنها برای حمایت از یک پروژهٔ سیاسی عربی بود.
این انجمن در سال اول فعالیت گسترده‌ای انجام داد و به غیر از شعبهٔ اصلی خود در استانبول، پنج شعبه در کشورهای عربی تأسیس کرد، به دلیل سخت‌گیری در انتخاب اعضای مورد اعتماد، مخفی ماند. مسئولان انجمن قحطانی برای آشنایی بین اعضای خود، ژستی مخفیانه ابداع کردند؛ به طوری که عضو باید انگشت همکار خود را فشار داده و انگشت اشاره و انگشت میانی را روی بازوی چپ خود قرار دهد و بقیه انگشتان را پنهان کند. او باید کلمهٔ «هلال» را زمزمه می‌کرد و اگر اولی حرف «هاء» را می‌گفت دومی با حرف «ل» جواب می‌داد تا اولی کلمه «الف» را کامل کند، تا اینکه کلمهٔ «هلال» تمام شود.
از جمله اهداف این انجمن: برابری‌خواهی میان ترک‌ها با عرب‌ها در امپراتوری عثمانی، مشابه امپراتوری اتریش-مجارستان، به طوری که هر دو، هر یک کشور جداگانه داشته باشند، با پارلمان، دولت و زبان رسمی خود، و زبان «عربی برای عرب‌ها» استفاده شود؛ سلطان ترک‌ها همانند امپراتور اتریش-مجارستان، پادشاه یا سلطان دو کشور خواهد بود و اعطای استقلال «خود مختار» به کشورهای عربی در محدودهٔ امپراتوری عثمانی. علاوه بر این، مقابله با گرایش نژادپرستانه ترکی به وسیلهٔ گرایش ملی‌گرایانهٔ عربی؛ برای اینکه عرب‌ها بتوانند نهادهای کشورهای عربی را کنترل کنند.
برخی معتقدند که بیش از یک سال یعنی تا سال ۱۹۱۰ دوام نیاورد. در حالی که دیگران، از جمله محقق اردنی علی المحافظه، معتقدند که این انجمن به مدت پنج سال، تا آغاز جنگ جهانی اول در سال ۱۹۱۴ ادامه داشت. علت از بین رفتن آن، ترس اعضا از کشف مواضع آنها و افتادن آنها به دست مقامات ترک بود که اعضای آن به یکی از اعضا مشکوک شده بودند که ممکن بود اخبار آنان را فاش سازد. اعضای آن بعداً به انجمن‌های الفتاة و العهد پیوستند.

## اعضای آن
این انجمن شامل تعداد زیادی افسر عرب بود. از جمله اعضای برجستهٔ این انجمن به ترتیب سال تولد:
- عبدالکریم الخلیل: (۱۸۸۴ – ۱۹۱۵)
- عبدالحمید الزهراوی: (۱۸۵۵ – ۱۹۱۶)
- رشدی الشمعة: (۱۸۶۵ ۱۹۱۶)
- شکری العسلی: (۱۸۶۸–۱۹۱۶)
- شکیب ارسلان:(۱۸۶۹ – ۱۹۴۶)
- محمد کردعلی: (۱۸۷۶ – ۱۹۵۳)
- عزیز علی المصری: (۱۸۷۹ – ۱۹۶۵)
- عادل ارسلان: (۱۸۸۷ – ۱۹۵۴)
- تحسین علی: (۱۸۹۰ – ؟)
- جرج آنتونیوس: (۱۸۹۱ – ۱۹۴۲)
- سلیم الجزائری: (؟ – ۱۹۱۶)
- عزت الجندی
- علی النشاشیبی
- حسن حمادة